# Сан-Бенту-ду-Сапукаи
Сан-Бенту-ду-Сапукаи (порт. São Bento do Sapucaí) — муниципалитет в Бразилии, входит в штат Сан-Паулу. Составная часть мезорегиона Вали-ду-Параиба-Паулиста. Входит в экономико-статистический микрорегион Кампус-ду-Жордан. Население составляет 11 582 человека на 2006 год. Занимает площадь 252,200 км². Плотность населения — 45,9 чел./км².

## История
Первые поселения в штате Сан-Паулу были основаны бандейрантами-охотниками на рабов, состоявших из индейцев, кабокло (людей индийского происхождения смешанных с белыми) и белых, которые были капитанами бандейрас. Хотя их первоначальной целью было захватить индейцев в рабство 1580—1670 гг., позднее бандейранты стали больше внимания уделять экспедиции по поиску золота, серебра и алмазов 1670—1750 гг.. Исследовательские экспедиции были трудными и опасными. Люди столкнулись с голодом, усталостью, болезнями и смертью. Из-за голода бандейранты стали сеять хлеб. Кроме того, по пути следования они строили дороги и поселения. Это заложило основу для сельского хозяйства и скотоводства во внутренних районах Бразилии. Благодаря этим экспедициям бандейранты также расширили территорию Бразилии от небольших размеров до территории нынешней Бразилии.
Сан-Бенту-ду-Сапукаи было основано бандейрантами, которые дошли до горной цепи Серра-да-Мантикейра, пытаясь достичь золотодобывающих регионов Минас-Жерайс. Город был основан 6 августа 1832 г. и святой Бенедикт был выбран покровителем города. Название места происходит от святого (São Bento в португальском), а также реки Sapucaí, которая пересекает город. Около 1850 г. Хосе Перейра Алвес и его жена, Агнес Лейте де Толедо пожертвовали большой участок земли в городе для возведения большого храма в честь святого Бенедикта. Для того, чтобы получить изображение святого, жители города отправились в долгий крестный ход к ближайшей часовне в штат Сан-Жираес. «Igreja Matriz de São Bento» (Санкт-Бенедикт Матерь Церкви) была построена рабами и расписана известными художниками, самые ранние из которых относятся к 1853 году.

## Статистика
- Валовой внутренний продукт на 2003 составляет 44.585.956,00 реалов (данные: Бразильский институт географии и статистики).
- Валовой внутренний продукт на душу населения на 2003 составляет 4.046,28 реалов (данные: Бразильский институт географии и статистики).
- Индекс развития человеческого потенциала на 2000 составляет 0,776 (данные: Программа развития ООН).

## География
Климат местности: горный тропический. В соответствии с классификацией Кёппена, климат относится к категории Cwb.